# Rock around the Closh
Rock around the Closh est un album de bande dessinée humoristique de Ben Radis et Dodo, paru en 1984. C'est le quatrième album de la série Les Closh. 